# André Frénaud
André Frénaud (Montceau-les-Mines, 26 luglio 1907 – Parigi, 21 giugno 1993) è stato un poeta francese.

## Biografia
Nato nella Saona e Loira, visse a Digione e a Parigi dove studiò filosofia e letteratura ma si laureò in giurisprudenza. Nel 1930 fu lettore di francese presso l'Università di Leopoli (allora in Polonia, oggi in Ucraina) e compì lunghi viaggi in Russia, Spagna e soprattutto Italia, Paese che amò sempre molto, prima di entrare a lavorare nella pubblica amministrazione dal 1937 fino al 1967 (per lo più lavorando al Ministero dei trasporti).
Richiamato nel 1939, venne fatto prigioniero e trascorse due anni nel Brandeburgo prima di riuscire a rientrare in Francia con documenti falsi e collaborare dal 1942 alla Resistenza francese. Nel 1938 intanto aveva cominciato a scrivere con lo pseudonimo di Benjamin Fleba, e collaborò con Paul Éluard a pubblicazioni clandestine, alla raccolta L'Honneur des poètes e per la rivista "Messages" diretta da Jean Lescure.
Aiutato da Louis Aragon, le sue raccolte vennero poi pubblicate da Gaston Gallimard, insieme a interviste con Bernard Pingaud sulla poesia e la creatività poetica, dove diceva sarcasticamente che la poesia è una "macchina inutile", inaccettabile e inaccettata. Fu apprezzato da René Char e da artisti come Jean Dubuffet, Fernand Léger, Jacques Villon, Joan Miró, Maria Elena Vieira da Silva, Pierre Alechinsky, Jean Fautrier, André Beaudin, Maurice Estève, Roger Vieillard, André Masson, Eduardo Chillida.
Fu amico soprattutto dei pittori Raoul Ubac e Jean Bazaine, per i quali scrisse prefazioni a raccolte e cataloghi di mostra. Le sue poesie sono illustrate anche da molti altri artisti. Ha inoltre collaborato con l'editore e artista Peter André Benoit di Alès.
Nel 1971, sposò Monique Mathieu, rilegatrice, costruendo insieme a lei un'opera di grande prestigio per bibliofili dalla loro casa di Bussy-le-Grand, che divenne meta di visite di loro amici letterati e artisti.
Nel 1973 fu premiato con il "Grand Prix de poésie" dell'Académie française e nel 1985 il "Grand Prix national de poésie".
Nel 1999, sei anni dopo la morte del marito, Monique Mathieu donò 95 opere da loro raccolte tra dipinti, disegni, acqueforti e sculture di artisti amici, alla città di Autun che ha portato alla creazione di una mostra permanente del Musée Rolin.

## Opere

### Raccolte
- Les Rois mages, 1943
- Poèmes de dessous le plancher suivi de La Noce noire, 1949
- Excrétions, misére et facéties , Collezione Biblioteca Minima ( diretta da Giambattista Vicari), Salvatore Sciascia editore, 1958.
- Agonie du general Krivitski, 1960
  - trad. Franco Fortini, L'agonia del generale Krivitski, Milano, Il Saggiatore, 1962
- Il n'y a pas de paradis, 1962
  - trad. Giorgio Caproni, Non c'è paradiso, introduzione di Stefano Agosti, Milano, Rizzoli 1971; nuova ed. Mondadori 1998, con un'intervista di Marc Le Cannu (traduzione premiata al Premio Monselice)
  - trad. a cura di Ornella Sobero, Non c'è paradiso, Roma, Fondazione Piazzolla, 1995
- L'Étape dans la clairière, 1966
- Les Rois mages, 1966, nuova ed. 1977
- La Sainte face, 1968
- Depuis toujours déjà, 1970
- Notre inhabileté fatale, 1972 (interviste)
- La Sorcière de Rome, 1973
  - trad. Davide Bracaglia, La strega di Roma, prefazione di Elisa Bricco, Genova, San Marco dei Giustiniani, 2000
- Haeres, 1982
- Nul ne s'égare, 1986
- Glose à la sorcière, 1995

### Antologie italiane
- trad. Attilio Bertolucci, Elio Vittorini e altri, André Frenaud, con un ritratto di Ottone Rosai, Milano, All'insegna del pesce d'oro, 1964
- trad. Giorgio Caproni, Il silenzio di Genova e altre poesie, introduzione di Guido Neri, Torino, Einaudi 1967
- Il silenzio di Genova e altre poesie, a cura di Ornella Sobrero, pubblicato dalla Fondazione Marino Piazzolla, 1995.